# Othmane Hamama
Othmane Hamama (né le 3 juillet 1982 à Rambouillet) est un joueur de football français, qui évoluait au poste de défenseur central. 

## Carrière
Issu du centre de formation du Toulouse FC, il fait partie de ces jeunes joueurs très prometteurs au TFC. Après plusieurs saisons au sein de l'équipe B, il gravit les échelons avec le club jusqu'à devenir titulaire en équipe première. Mais, arrivée en Ligue 1, il ne joue pas. 
Othmane Hamama est alors prêté au Clermont Foot, puis au FC Sète, en Ligue 2. Mais, dans ces deux clubs, il joue peu. Son contrat avec Toulouse n'étant pas renouvelé, il est laissé libre de tout contrat. Sans club, il a depuis arrêté sa courte carrière.

## Parcours
- 2000-2006 :  Toulouse Football Club (53 matchs et 1 but en Nat, L2 & L1)
- → 2004-2005 :  Clermont Foot Auvergne 63 (15 matchs en L2)
- → 2005-2006 :  FC Sète (13 matchs en L2)

## Palmarès
- Champion de France de Ligue 2 en 2003 avec le TFC